# Zelená Lhota
Zelená Lhota je vesnice, část města Nýrsko v okrese Klatovy v Plzeňském kraji. Nachází se asi 5,5 kilometru jihovýchodně od Nýrska; protéká jí Zelenský potok, který je pravostranným přítokem řeky Úhlavy. Prochází zde silnice II/190. Je zde evidováno 124 adres. V roce 2011 zde trvale žilo 186 obyvatel.
Zelená Lhota je také název katastrálního území o rozloze 8,08 km².

## Historie
První písemná zmínka o vesnici pochází z roku 1543.
Státní statistický úřad v Praze uvádí, že v obci Zelená Lhota bylo k 22. květnu 1947 sečteno 274 přítomných obyvatel.
Místní národní výbor v Zelené Lhotě na základě příkazu Rady Okresního národního výboru v Klatovech přečísloval k 1. červenci 1957 obec Zelenou Lhotu novými čísly popisnými.

## Obyvatelstvo
| Rok            | 1869 | 1880 | 1890 | 1900 | 1910 | 1921 | 1930 | 1950 | 1961 | 1970 | 1980 | 1991 | 2001 | 2011 | 2021 |
| -------------- | ---- | ---- | ---- | ---- | ---- | ---- | ---- | ---- | ---- | ---- | ---- | ---- | ---- | ---- | ---- |
| Počet obyvatel | 655  | 691  | 707  | 672  | 683  | 657  | 748  | 297  | 274  | 300  | 201  | 159  | 171  | 186  | 184  |
| Počet domů     | 96   | 106  | 106  | 110  | 106  | 107  | 121  | 119  | 64   | 64   | 55   | 82   | 90   | 97   | 102  |

## Obecní správa

### Územní příslušnost
- k 1. lednu 1948 patřila obec Zelená Lhota do správního okresu Klatovy, soudní okres Nýrsko, poštovní úřad Dešenice, stanice sboru národní bezpečnosti Zelená Lhota, železniční stanice a nákladiště Zelená Lhota[12]
- k 1. únoru 1949 patřila obec Zelená Lhota do okresu Klatovy, kraj Plzeňský[7]
- k 1. únoru 1950 / k 1. červenci 1952 / k 1. lednu 1955 patřila obec Zelená Lhota, v okrese Klatovy, kraj Plzeňský, k matričnímu úřadu Místního národního výboru Dešenice[13][14][15]
- k 1. červenci 1960 patřila obec Hamry a katastrální území Zadní Chalupy pod správu Místního národního výboru v Zelené Lhotě, okres Klatovy, kraj Západočeský[16]
- k 1. červenci 1975 byla osada Hamry částí obce Zelená Lhota[17][18]
- k 1. dubnu 1978 patřila obec Zelená Lhota k matričnímu úřadu Městského národního výboru Nýrsko[19]
- k 1. lednu 1980 patřila obec Zelená Lhota, části obce : 1. Hamry, 2. Zelená Lhota, 3. katastrální území Zadní Chalupy pod správu Městského národního výboru v Nýrsku

## Pamětihodnosti
- Kostel svatého Wolfganga (kulturní památka ČR)
- Lípy u kostela v Zelené Lhotě
- Zelenské lípy, dvojice památných stromů při hlavní silnici jižně od vesnice, zhruba v půli cesty na Hojsovu Stráž
- Přírodní rezervace Zelenský luh
- Přírodní rezervace Lakmal
- Přírodní rezervace Úhlavský luh

## Fotogalerie
Zelená Lhota (004).jpg

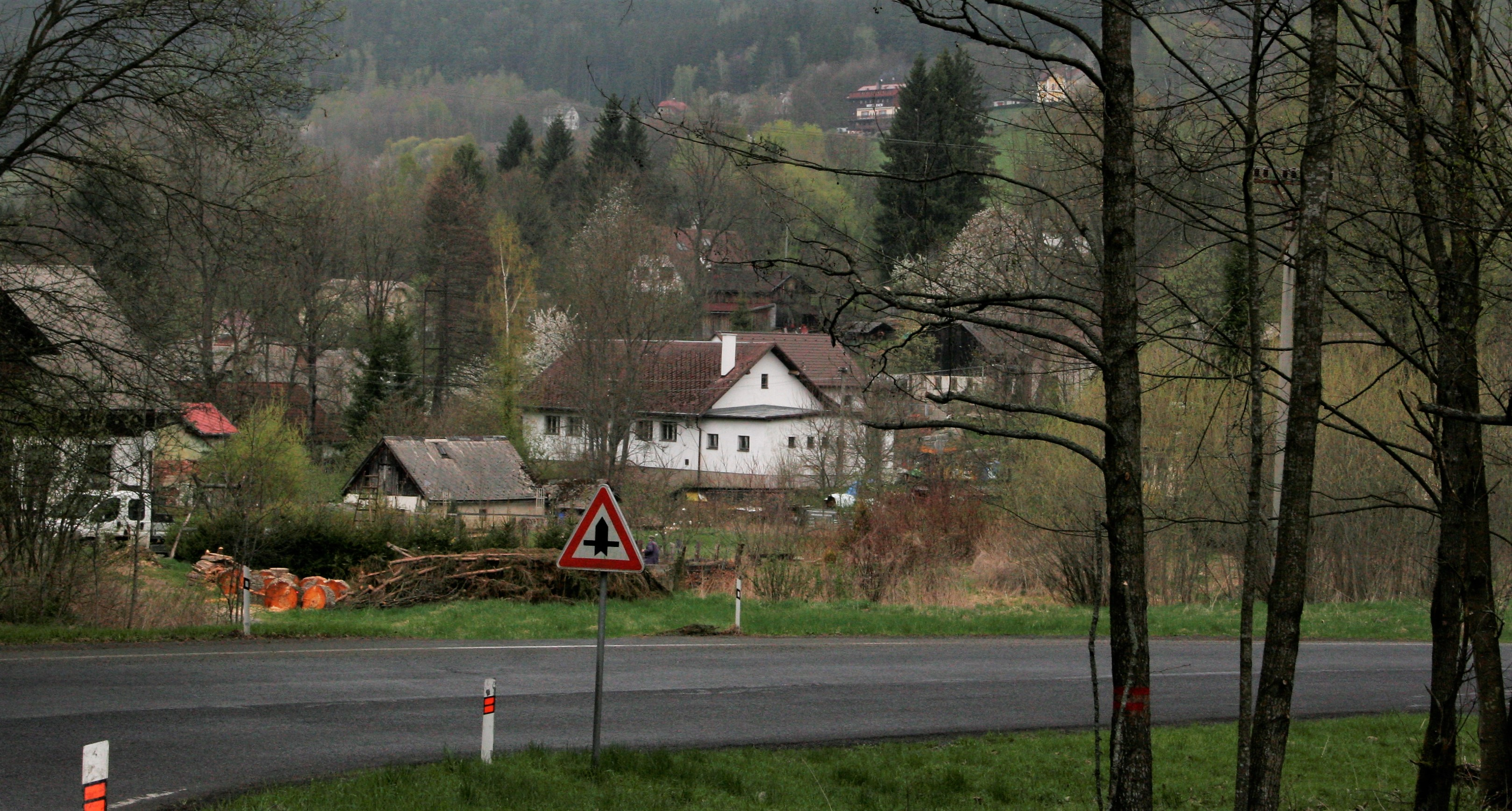
Pohled na ves shora
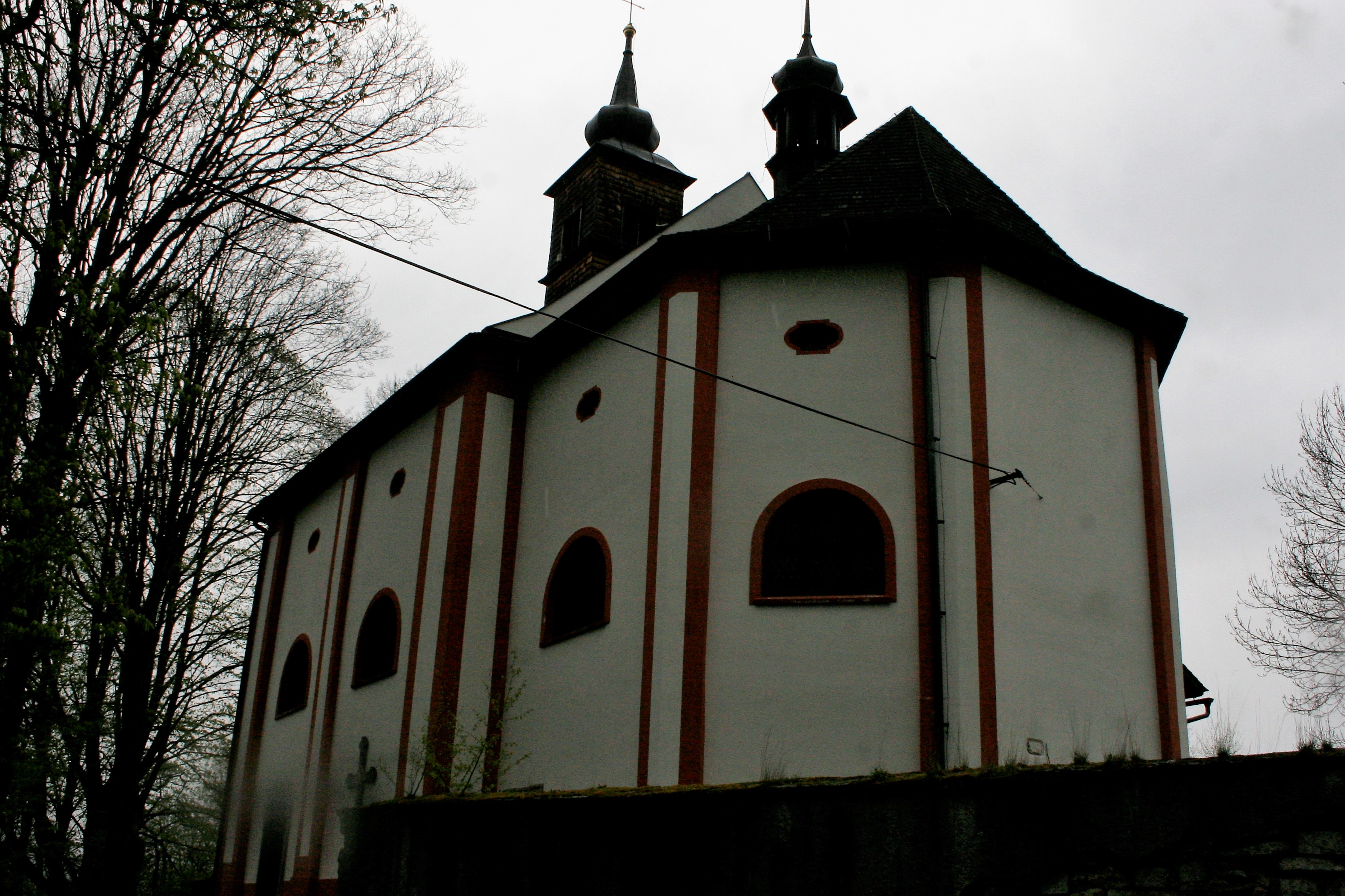
Kostel svatého Wolfganga
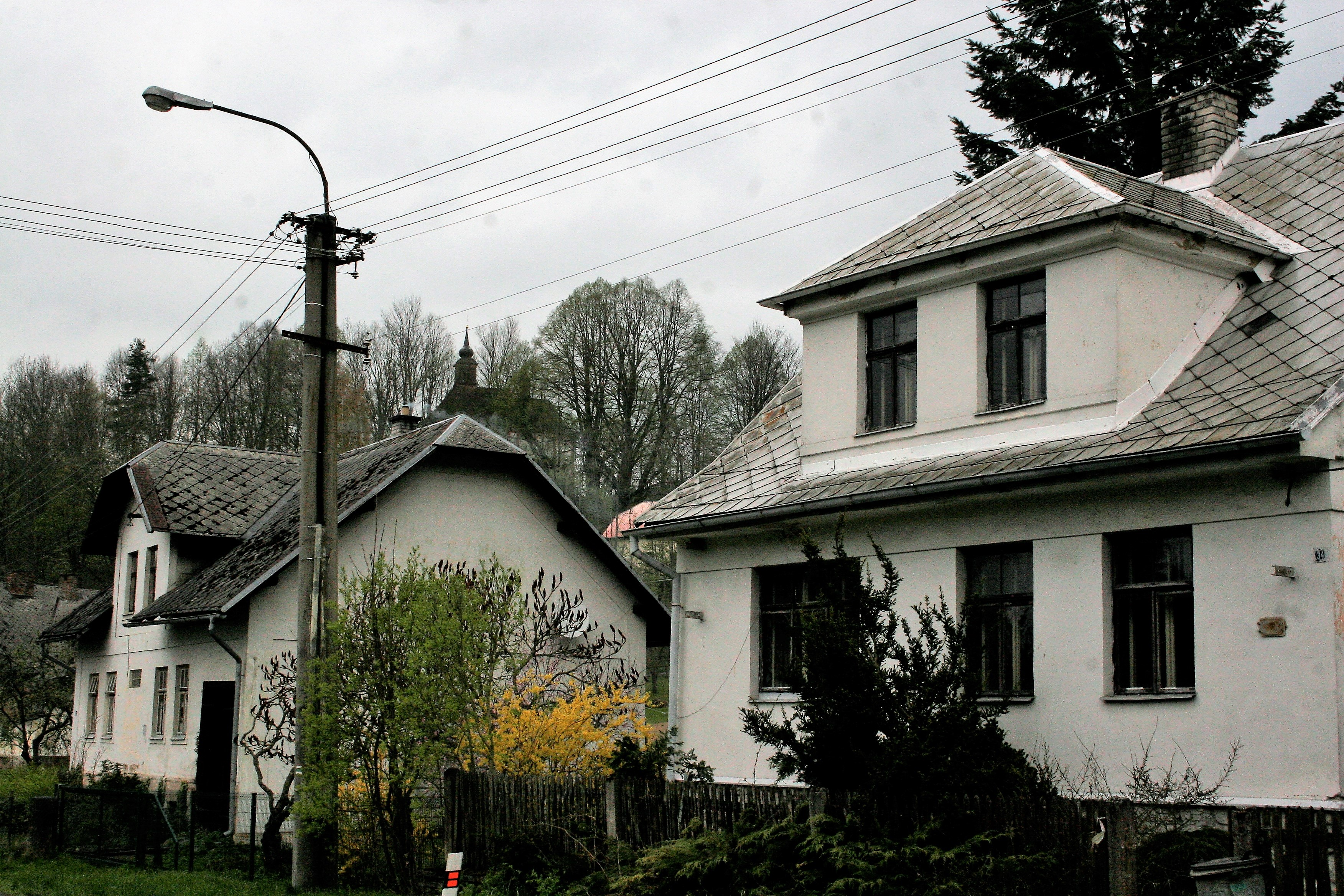
Místní domy
Letecký snímek z roku 1931